# Full Intention
Full Intention is een Brits duo dat housemuziek produceert. Jon Pearn en Michael Gray zijn actief sinds de vroege jaren negentig en brengen singles uit onder verschillende namen. Het duo hanteert een toegankelijke en luchtige stijl en put veel inspiratie uit de disco. Het duo wordt ook vaak gevraagd voor remixes voor artiesten als Jennifer Lopez, George Michael, Duran Duran en Christina Milian. 

## Geschiedenis
Jon Pearn en Mike Gray begonnen begin jaren negentig housemuziek te produceren. Aanvankelijk gebruikten ze Hustlers Convention als de belangrijkste werknaam voor hun muziek. Ook brachten ze muziek uit onder de naam Arizona. In 1992 waren ze al als ondersteunende muzikanten betrokken bij het album Musicians Of The Mind van D.O.P. In 1993 wisten ze daarmee hun eerste hit te maken in de Amerikaanse dancelijst met Slide On the Rhythm. Grotere bekendheid kwam met een remix die ze maakten voor So in love with you van Duke onder de naam Full Intention. Het nummer werd begin 1995 een hit, net als verschillende remixen. Ook die van Full Intention verscheen op meerdere compilaties. Daarna bachten ze het nummer America (I Love America) uit, dat de eerste plek van de Amerikaanse dancelijst wist te bereiken. Vanaf dat moment werd Full Intention de belangrijkste werknaam. In de zomer van 1998 werden ze uitverkoren om een Essential mix te mogen draaien in het wekelijkse programma van Pete Tong.
Na het succes van America (I Love America) bleef Full Intention in hoog tempo nieuwe singles en ep's opnemen. Dit onder verschillende namen. Daarbij werkten ze samen met zangeressen als Thea Austin (Snap!) en Dajaé. Ook maakten ze een nieuwe versie van de hit Carry On van Martha Wash. In de zomer van 2001 verscheen het nummer I'll be waiting op meerdere compilaties. Dit was een samenwerking met de zangeres Shèna. In 2002 produceerden ze voor zangeres Dina Vass het hitje The Love I have for you. Ook werden er veel remixes gemaakt, waarbij enkele voor bekende artiesten. In 2005 werd hun radioversie van Freek U van Bon Garcon, een hit. De belangrijkste momenten hiervan werden verzameld op het album Connected: 10 Years of Full Intention (2006). Ook solo bleven ze actief. In 2004 had Michael Gray een solohit met het nummer Weekend, dat in meerdere landen een hit werd. Jon Pearn was in 2006 betrokken bij Bodyrox, dat ook een Europese hit maakte met het nummer Yeah yeah.
Full Intention stond sinds 2006 op een laag pitje maar in 2011 pakten ze de draad weer op. Eerst met een remake van I'll be waiting van Shèna en later ook met nieuwe singles. Zo verscheen in 2014 de dubbelsingle Everlasting/Feel. Ook maakten ze in 2013 het minialbum Perspective Mini Lp, met daarop enkele deephousenummers, waarvan er een ingezongen is door Chelonis R. Jones. Daarna verschenen er weer vele singles en ep's. In 2016 werkte het duo samen met housepionier Marshall Jefferson aan het nummer Do You Believe. Ook werkten ze later samen met Cevin Fisher en Blaze.

## Discografie (selectie)

### Albums
- Connected: 10 Years of Full Intention (2006)
- Perspective Mini LP (2013)

### Singles
- Hustlers Convention - Just Can't Give It Up (1994)
- America (I Love America) (1995)
- Hustlers Convention - Dance to the Music (1995)
- Uptown Downtown (1996)
- Shake Your Body (1997)
- Everybody Loves the Sunshine (1998)
- Deepdown - Give Me Your Love / A Definite Strangeness (1999)
- Hustle Espanol - (Do the) Spanish Hustle (1999)
- Essence - How Long? (2000)
- Disco-Tex - I Can Cast a Spell (2000)
- I'll Be Waiting (met Shèna) (2001)
- Full Intention (met Dajaé) - What Do You Want? (2001)
- Dina Vass - The Love I Have for You (2002)
- Soul Power (met Thea Austin) (2002)
- It's Set to Groove (2004)
- I Believe in You (2006)
- Everlasting / Feel (2014)
- Do You Believe (met Marshall Jefferson) (2016)
- Full Intention Ft. Cevin Fisher - Keys to My House (2017)
- Full Intention & Blaze - Be Yourself (2018)

### Remixes
- Eternal - Stay (1993)
- Duke - So in Love with You (1995)
- Gusto - Let's All Chant (1995)
- Ultra Naté - Free (1997)
- Ultra Nate - Found a Cure (1997)
- Powerhouse ft. Duane Harden - What You Need (1999)
- Jennifer Lopez - Play (2001)
- Jennifer Lopez - Love Don't Cost a Thing (2000)
- Faithless - Muhammad Ali (2001)
- Sophie Ellis-Bextor - I Won't Change You (2003)
- Junior Jack - E-Samba (2003)
- George Michael - Amazing (2004)
- Bon Garcon - Freek U (2005)
- Bob Sinclar - Love Generation (2005)

## Prijzen en onderscheidingen
- Grammy-nominatie voor de remix van George Michael "Amazing"
- Pete Tongs BBC Radio 1 Hall of Fame[3]